# Закохані у Київ
«Закохані у Київ» (рос. Влюбленные в Киев) початкова назва «Закохані» (рос. Влюбленные) — українсько-російська збірка з 8 короткометражних фільмів, знятих сімома різними режисерами України та Росії: Іллею Власовим, Валерієм Бебко, Денисом Гамзіновим, Артемом Сємакіним, Ольгою Гібеліндою, Тарасом Ткаченком, та Олегом Борщевським. Кожен із семи режисерів зняв по одній короткометражній стрічці, окрім Олега Борщевського який зняв три, дві з яких увійшли в кінцевий варіант альманаху. Стрічка вийшла одночасно в обмежений український та російський прокат 9 лютого 2012 року.
Єдиною україномовною короткометрівкою збірки був «Собачий вальс» режисера Тараса Ткаченко, решта російськомовні. Українські кінокритики найбільш позитивно відгукнулися саме про короткометрівку Ткаченка «Собачий вальс», зокрема під час нагородження роботи на ОМКФ-2011 журі спеціально підкреслило, що нагороджується не весь альманах, а тільки стрічка Ткаченка.

## У ролях
- Даша Астаф'єва
- Ада Роговцева
- Артем Сємакін
- Олександр Яценко
- Віталій Лінецький
- Ілля Ісаєв
- Олена Фесуненко
- Юлія Ємельяненко
- Микола Олійник
- Григорій Калінін

## Кошторис
Виробництво фільму проспонсорувала компанія Highlight Pictures (директор Михайло Мальцев). Один із продюсерів стрічки, Володимир Хорунжий, стверджував, кошторис стрічки склав більше від 0,5 млн $, але менше від 1,0 млн $.

## Виробництво
«Закохані у Київ» — альманах короткометражних фільмів у стилі «Париж, я люблю тебе», «Нью-Йорку, я люблю тебе», «Москва, я люблю тебе» тощо. Планувалося, що до альманаху увійдуть дев'ять стрічок, що пов'язані з Києвом, але в кінцевому варіанті до збірки увійшли лише 8 короктометрівок (стрічку «Навчи мене літати» Олега Борщівського не було включено у кінцевий монтаж збірки). Загалом Олег Борщевський був автором трьох коротких метрів збірки, «Рука», «Остання ніч грудня» та «Навчи мене літати», але лише перші дві стрічки увійшли до альманаху.

## Зміст альманаху
До альманаху увійшли такі короктометрівки:

### «Дещо»
- Режисер: Ольга Гібєлінда
- Сюжет: Герой історії — мешканець спального району Києва, що мало чого досяг ужитті. Прохолодні стосунки у родині, побут, рутина і безнадійність призводять героя фільму до містичних подій, у результаті котрих змінюється він та світ навколо нього: повертається кохання й успіх. Здавалося б, тепер все в житті вдалося. Якою ж буде ціна таких поліпшень? (Жанр новели — ліричний нуар).

### Собачий вальс
- Режисер: Тарас Ткаченко
- Сюжет: Таких взаємин нині вже майже немає, вони зникають, їх поглинає, закатує під асфальт більш практична і груба доба. Місце, у якому розгортатиметься дія, невдовзі теж зникне. Це закуток старого міста, до якого вже впритул підступили новобудови. У цьому спустошеному маленькому світі, що складається з декількох дворів, усе ще відчайдушно тримається двоє. Вони зовсім немолоді, але тримає їх тут зовсім не страх перед новим, а відчайдушне бажання продовжити життя того світу, де було місце зворушливим людським взаєминам, музиці, і, якщо хочете, справжній любові. Хоча, можливо, стосунки, що зав'язуються між двірником похилого віку й немолодою вчителькою музики, — це не закоханість, а природний потяг двох душ ділитися теплом одна з одною. Хоча в цих взаєминах є й ніжність, і справжні чоловічі вчинки, і щедрі дарунки один одному…

### «Рука»
- Режисер: Олег Борщевський
- Сюжет: Опора жінки — надійна чоловіча рука. У житті однієї жінки настає період, коли вона згодна хоча б на одну руку. Буквально. Одну чоловічу руку. Ба більше, в її зв'язку з вигаданим, але до болю правдоподібним персонажем, ми можемо відстежити усю метафоричність короткочасних стосунків між слабкою і не дуже сильною статтю.

### «Остання ніч грудня»
- Режисер: Олег Борщевський
- Сюжет: Ми радіємо яскравим картинкам власного життя, але не завжди усвідомлюємо його суть, і тільки коли нас різко висмикнуть з бурхливого потоку — можемо оцінити події як сторонній глядач. Чужа людина, що випадково опинилася на шляху, дивна подія, що ставить нас з ніг на голову, можуть бути точкою відправлення нового життя, а може залишитися лише спогадом. Новорічна ніч. Порожня кав'ярня. Двоє, що опинилися разом, через драматичний збіг. Нервові рухи, поламана цигарка, погляд, який провалюється в порожнечу. Легка усмішка, випадковий дотик, несподівана симпатія. Чи може розгорітися іскра або це лише натяк, на те, що могло відбутися в іншій ситуації. Як не сприйняти випадкові емоції за справжні почуття? Чи могли б ці двоє бути разом, якби їм довелося зустрітися за інших умов. Фільм-атмосфера, фільм-настрій. Коротка історія на фоні новорічних вогників.

### «Три слова»
- Режисер: Ілля Власов
- Сюжет: «Ти мене кохаєш?» Яку відповідь ми хочемо почути? «Так», а якщо «Ні»? І що взагалі таке «Кохання»? Чоловік і жінка, хлопчик і дівчинка, місто, спека, пристрасть, непотрібні запитання і несподівані відповіді. «Три слова» — історія, що розкриває етимологію слова «Любов» у її різних сенсах та проявах. Любити — відповідає на запитання «що робити»? Почуттям не потрібні слова, почуття вимірюються вчинками. Саме про це фільм режисера Іллі Власова.

### «Поверни моє кохання» (початкова назва - «Відьма»)
- Режисер: Артем Сємакін
- Сюжет: Літак, що прилетів з Москви у Київ, випльовує Іллю у світ, де він нікого не знає. Блукаючи київськими вулицями, вглядаючись в обличчя перехожих, Ілля шукає брата Петра. Так само, як колись Петро приїхав до Києва й зник. Ілля має знайти його й повернути в Москву до дружини. Ілля зустрічає відьму Лілю. Якась сила примушує його піти за нею. Її краса й холод в очах приводять Іллю до брата. Петро закоханий в Лілю. Збентежений, не пам'ятає ні про час, ні про родину. Ілля намагається врятувати Петра, зруйнувати чаклунство, але сам виявляється безсилим перед долею.

### «Туфлі»
- Режисер: Денис Гамзінов
- Сюжет: Хлопець блукає столичними вулицями і раптом зустрічає красиву незнайомку. Він настільки захоплений дівчиною, що вирішує попрямувати за нею. Провидіння долі приводить молодих людей до танцювальної зали, де вони знаходять спільну мову через танець.

### «Загублений у місті»
- Режисер: Валерій Бебко
- Сюжет: Ця історія про кохання та самотність у мегаполісі. Сучасне місто постає фоном, на котрому розвивається маленька сімейна драма. Молода пара впродовж всього фільму шукає власного собаку, а знаходить… Фінал з інтригою розставляє всі крапки над «і» в фільмі. Кіно про те, що у місті, де багато людей, машин і шуму, людина може почуватися самотньою і покинутою, а єдине, що приносить їй радість — усамітнення в тих місцях, де вона колись була щаслива.

### Вирізана короткометрівка
- Назва: Навчи мене літати (вирізана короткометрівка)
- Режисер: Олег Борщевський
- Сюжет: Невинний весняний вітер, місто, що живе в собі, оплески голубиних крил створюють музику, гідну партитури великих творців. Сонце, що пробивається крізь мереживо гілок, народжує іскру швидкоплинного натхнення. Посмішка таємничої незнайомки захоплює молодого художника по вузьких, загадкових вуличках Києва. Чи то побіжне бачення, то уособлене диво проводить творця через раптові спалахи осяяння. Про натхнення, про любов, про улюблене місто трохи глибше центральних вулиць. Романтична і трохи містична історія на затишних Київських провулках.